# من هنا وهناك (ألبوم)
ألبوم من هنا وهناك بالإنجليزية Spicks and Specks
هو ثاني لفريق الروك الإنجليزي بي جيز سجل في أستراليا. صدر في نوفمبر 1966، وسجل بعد خمسة أشهر من أول ألبوم لهم وهو البي جيز يغنون ويعزفون 14 أغنية لباري جيب. الألبوم قدم أول عمل لروبن غيب “I Don't Know Why I Bother With Myself" واغنية لموريس غيب "Where Are You". معظم الأغاني كتبها باري غيب.
نجاح أغنية Spicks and Specks التي تحمل نفس عنوان الألبوم في أستراليا، حيث وصلت لأفضل خمس أغاني في كل ولاية، شجعهم للانتقال إلى إنجلترا عام 1967 لتطوير مشوارهم الموسيقي.

## روابط خارجية
- من هنا وهناك على موقع أول موفي (الإنجليزية)